# Ourisia breviflora
Ourisia breviflora är en grobladsväxtart. Ourisia breviflora ingår i släktet Ourisia och familjen grobladsväxter.

## Underarter
Arten delas in i följande underarter:
- O. b. breviflora
- O. b. uniflora